# Ro 5-3663
Ro 5-3663是一种有机化合物，化学式为C10H10N2O，其化学名为1,3-二氢-5-甲基-2H-1,4-苯二氮䓬-2-酮。它可以2'-氨基苯乙酮和N-叔丁氧羰基甘氨酸（或N-芴甲氧羰基甘氨酸）为原料反应制得。它和苯甲醇（或异丙醇）、三丁基膦、DIAD在三氯甲烷中反应，可以得到1-苄基-Ro 5-3663或1-异丙基-Ro 5-3663。